# U-Bahnhof Scheidplatz
Der U-Bahnhof Scheidplatz ist ein viergleisiger Kreuzungsbahnhof im Münchner Stadtteil Schwabing-West. Er wurde am 8. Mai 1972 eröffnet.

## Beschreibung
Der namensgebende Scheidplatz ist nach Karl Friedrich Scheid benannt. Bedient wird der Bahnhof von den Linien U2, U3 sowie samstags von der Verstärkerlinie U8. Da die Strecke der U2 erst 1980 die Haltestelle erreichte, war der innere Gleistrog Richtung Norden, auf dem die U2 heute verkehrt, anfangs noch nicht mit Gleisen versehen. Das Gleis der U2 Richtung Stadtmitte wurde als Abstellgleis verwendet. Bis zur Eröffnung der Strecke nach Feldmoching verkehrte die U2 weiter zum Olympiazentrum. In Richtung Hasenbergl und Harthof musste man in die Tram 12 bzw. 13 umsteigen. Da die U3, die auf den äußeren Gleisen verkehrt, als erstes den Bahnhof erreichte, ist die Linienfarbe orange, die sich an den Rolltreppen und an den Sitzgruppen wiederfindet. Seit dem 15. Dezember 2013 fährt samstags die Verstärkerlinie U8 von Olympiazentrum zum Sendlinger Tor, die am Scheidplatz von der Stammstrecke 1 auf die Stammstrecke 2 wechselt.
Die Hintergleiswände bestehen aus Sichtbeton, in den ein Relief eingeschalt ist, das fensterartig vorbeifahrende U-Bahnzüge zeigt. Die Tunneleingänge wurden mit tiefblauen Majolikafliesen mit roten Meerestieren verziert. An der Decke wurden Aluminiumlamellen angebracht, die mit den Lichtleisten die hohe Bahnsteighalle hell und luftig erscheinen lassen, was selbst die nachgerüsteten Aufzüge nicht sehr stark beeinflussen.
Seit 2020 steht der U-Bahnhof Scheidplatz zusammen mit vier weiteren Stationen der Olympia-U-Bahn unter Denkmalschutz.
| Linie | Linienverlauf |
| ----- | --- |
| U2    | Feldmoching – (1065 m) – Hasenbergl – (631 m) – Dülferstraße – (1112 m) – Harthof – (962 m) – Am Hart – (1010 m) – Frankfurter Ring – (657 m) – Milbertshofen – (1094 m) – Scheidplatz – (1103 m) – Hohenzollernplatz – (756 m) – Josephsplatz – (513 m) – Theresienstraße – (730 m) – Königsplatz – (583 m) – Hauptbahnhof – (905 m) – Sendlinger Tor – (746 m) – Fraunhoferstraße – (1116 m) – Kolumbusplatz – (711 m) – Silberhornstraße – (553 m) – Untersbergstraße – (654 m) – Giesing – (1280 m) – Karl-Preis-Platz – (868 m) – Innsbrucker Ring – (1576 m) – Josephsburg – (978 m) – Kreillerstraße – (1207 m) – Trudering – (959 m) – Moosfeld – (1683 m) – Messestadt West – (925 m) – Messestadt Ost |
| U3    | Moosach – (797 m) – Moosacher St.-Martins-Platz – (880 m) – Olympia-Einkaufszentrum – (1416 m) – Oberwiesenfeld – (1061 m) – Olympiazentrum – (944 m) – Petuelring – (832 m) – Scheidplatz – (793 m) – Bonner Platz – (1042 m) – Münchner Freiheit – (579 m) – Giselastraße – (744 m) – Universität – (788 m) – Odeonsplatz – (640 m) – Marienplatz – (884 m) – Sendlinger Tor – (843 m) – Goetheplatz – (677 m) – Poccistraße – (624 m) – Implerstraße – (849 m) – Brudermühlstraße – (1149 m) – Thalkirchen – (1129 m) – Obersendling – (785 m) – Aidenbachstraße – (782 m) – Machtlfinger Straße – (1195 m) – Forstenrieder Allee – (808 m) – Basler Straße – (936 m) – Fürstenried West                     |
| U8    | nur samstags: Olympiazentrum – (944 m) – Petuelring – (832 m) – Scheidplatz – (1103 m) – Hohenzollernplatz – (756 m) – Josephsplatz – (513 m) – Theresienstraße – (730 m) – Königsplatz – (583 m) – Hauptbahnhof – (905 m) – Sendlinger Tor – (746 m) – Fraunhoferstraße – (1116 m) – Kolumbusplatz – (711 m) – Silberhornstraße – (553 m) – Untersbergstraße – (654 m) – Giesing – (1280 m) – Karl-Preis-Platz – (868 m) – Innsbrucker Ring – (982 m) – Michaelibad – (1708 m) – Quiddestraße – (778 m) – Neuperlach Zentrum |